# USS LST-293
O USS LST-293 foi um navio de guerra norte-americano da classe LST que operou durante a Segunda Guerra Mundial.